# John Siegfried Mehnert

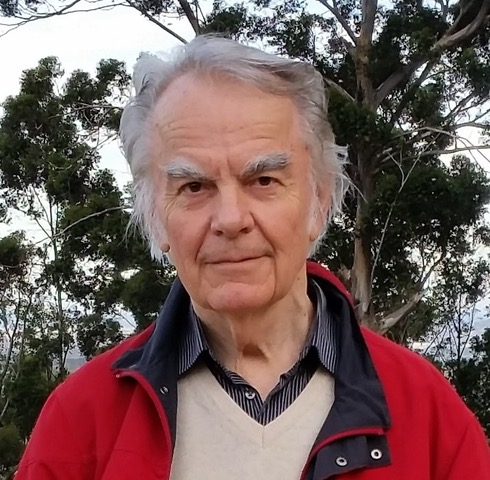
John Siegfried Mehnert (2015)

John Siegfried Mehnert (geboren 19. Januar 1940 in Leipzig; gestorben 22. März 2025 in Frankfurt am Main; auch John S. Mehnert) war ein deutscher Whistleblower und Schauspieler.

## Leben
Mehnert verbrachte seine Schulzeit in Bremen und machte dort Abitur. Er studierte Politik in Heidelberg und Berlin. 1967 machte er seinen Abschluss als Diplom-Politologe bei Ernst Fraenkel am Otto-Suhr-Institut der Freien Universität Berlin. 1968 wurde er zunächst Assistent von Berthold Beitz und bald darauf Pressesprecher bei Krupp. 1970 wechselte er zum Spiegel, wo er bis 1974 als Wirtschaftsredakteur und -korrespondent arbeitete. 1977 startete er als Pressedirektor in der Konzernzentrale der Neuen Heimat (NH) mit Sitz im Vorstand.

## Neue-Heimat-Skandal
Mehnert wurde nach drei Jahren von Konzern-Chef Albert Vietor gekündigt, weil er einen negativen Bericht über den Konzern im Stern nicht verhindert hatte. Er hatte sich im Juli 1980 heimlich aus dem Vorstandszimmer Vietors Belege über umfangreiche Privatgeschäfte fast aller NH-Vorstandsmitglieder zu Lasten der NH-Mieter besorgt, ließ sie 1982 im Spiegel veröffentlichen und löste damit zunächst die Entlassung des gesamten Vorstandes und als Folge davon den Untergang des Konzerns Neue Heimat innerhalb von rund zehn Jahren aus. Für die Unterlagen zahlte ihm Der Spiegel ein Honorar von 100.000 DM.
Der Konzern verklagte Vietor daraufhin auf Schadensersatz, der jedoch wenige Wochen vor Prozessbeginn verstarb. Durch Verkäufe fast aller Wohnungsbestände versuchten die Anteilseigner, die Gewerkschaften, ihre durch die Neue Heimat verursachte hohe Verschuldung zu bremsen. Dies gelang schließlich nur durch den weiteren Verkauf der Gewerkschaftsanteile an der Bank für Gemeinwirtschaft und am Versicherungskonzern Volksfürsorge. Anfang der 1990er-Jahre hörte die Neue Heimat auf zu existieren. Mehnert wechselte danach den Beruf.

## Zweite Karriere als Schauspieler
Er ging ans Theater. Anfangs eröffnete er eine eigene Kabarettbühne auf der Reeperbahn in Hamburg und wurde anschließend Mitglied des Schauspiel-Ensembles am Bremer Theater (Theater am Goetheplatz) unter Leitung von András Fricsay. Dort spielte er in Stücken von Shakespeare, Brecht und Beckett.
Er wurde Gast auf zahlreichen Bühnen u. a. dem Hamburger Schauspielhaus, Schlosstheater Celle, Theater Dortmund und der Kampnagelfabrik Hamburg. Mehnert spielte neben Peter Lohmeyer im Film Die Eroberung der Mitte, ebenso in vielen Fernsehnebenrollen u. a. im Tatort  der ARD und beim ZDF in Faust. Er wirkte bei Hörspielen mit und gab Rezitations-Abende über Rilke und Saint-Exupéry und tourte mit einem Solo-Stück unter dem Titel Jenseits des Zauns u. a. bei den Emsdettener Theatertagen.
Mehnert starb am 22. März 2025 in seiner Wohnung in Frankfurt am Main. Er wurde 85 Jahre alt.

## Hörspiele (Auswahl)
- 1990: David Cregan: Der Sturz zum Gipfel. Regie: Gerhard Willert (Hörspiel, Radio Bremen).

## Publikationen
- Die Gewerkschaftsbande. Rotbuch, Hamburg 1997, ISBN 3-880-22643-1.